# سی. گراهام بیکر
سی. گراهام بیکر (انگلیسی: C. Graham Baker؛ ‏ ۱۶ ژوئیهٔ ۱۸۸۳ – ۱۵ مهٔ ۱۹۵۰) یک فیلم‌نامه‌نویس، تهیه‌کننده و کارگردان فیلم اهل ایالات متحده آمریکا بود.
وی نویسنده فیلم‌هایی همچون شانگهای و تهیه‌کننده مردان کوچک، نقاب سرنوشت و فریب‌کاران و دیوانگان بوده است.